# Albéric de Reims
Albéric de Reims ou Aubry de Reims est un théologien et prélat français, archevêque de Bourges et primat d'Aquitaine, né vers 1085 et mort en 1141.
Il est un disciple d'Anselme de Laon, partisan du réalisme de Guillaume de Champeaux, adversaire tenace de Pierre Abélard et du nominalisme de Roscelin de Compiègne.

## Biographie
Albéric de Reims suit les leçons de Geoffroy le Philosophe à l'École de Reims, puis celles d'Anselme à l'École de Laon aux côtés de Pierre Abélard, Guillaume de Champeaux, Gilbert de la Porrée et Lotulfe de Novare, et se lie d'amitié avec le dernier. Par la suite, il enseigne avec succès à l'école de Reims avec Lotulfe. Il obtient une charge d'archidiacre.
Grand dialecticien, il se distingue par son éloquence mais est facilement décontenancé lors de débats contradictoires avec ses élèves. Il se rend ensuite à Paris, où il donne des leçons publiques de dialectique sur la montagne Sainte-Geneviève de 1120 à 1122. Jean de Salisbury est son élève.
Il adhère au parti d'Anselme, son ancien maître, contre Pierre Abélard. Il est un des principaux accusateurs de celui-ci au concile de Soissons en 1121. Élu évêque de Châlons en 1126, il n'est pas confirmé par le pape malgré le soutien de Bernard de Clairvaux. Après cet échec, il se serait retiré à Liège comme chanoine et semble y avoir continué ses leçons publiques. Il est nommé archevêque de Bourges en 1137 jusqu'à sa mort et participe au concile du Latran en 1139.
Il fut inhumé dans le chœur de l'église abbatiale de l'abbaye Notre-Dame de Loroy en 1141.